# James R. Goodman
James Richard Goodman (* 16. Juli 1944 in Topeka, Kansas) ist ein US-amerikanischer Informatiker und Computerarchitekt.

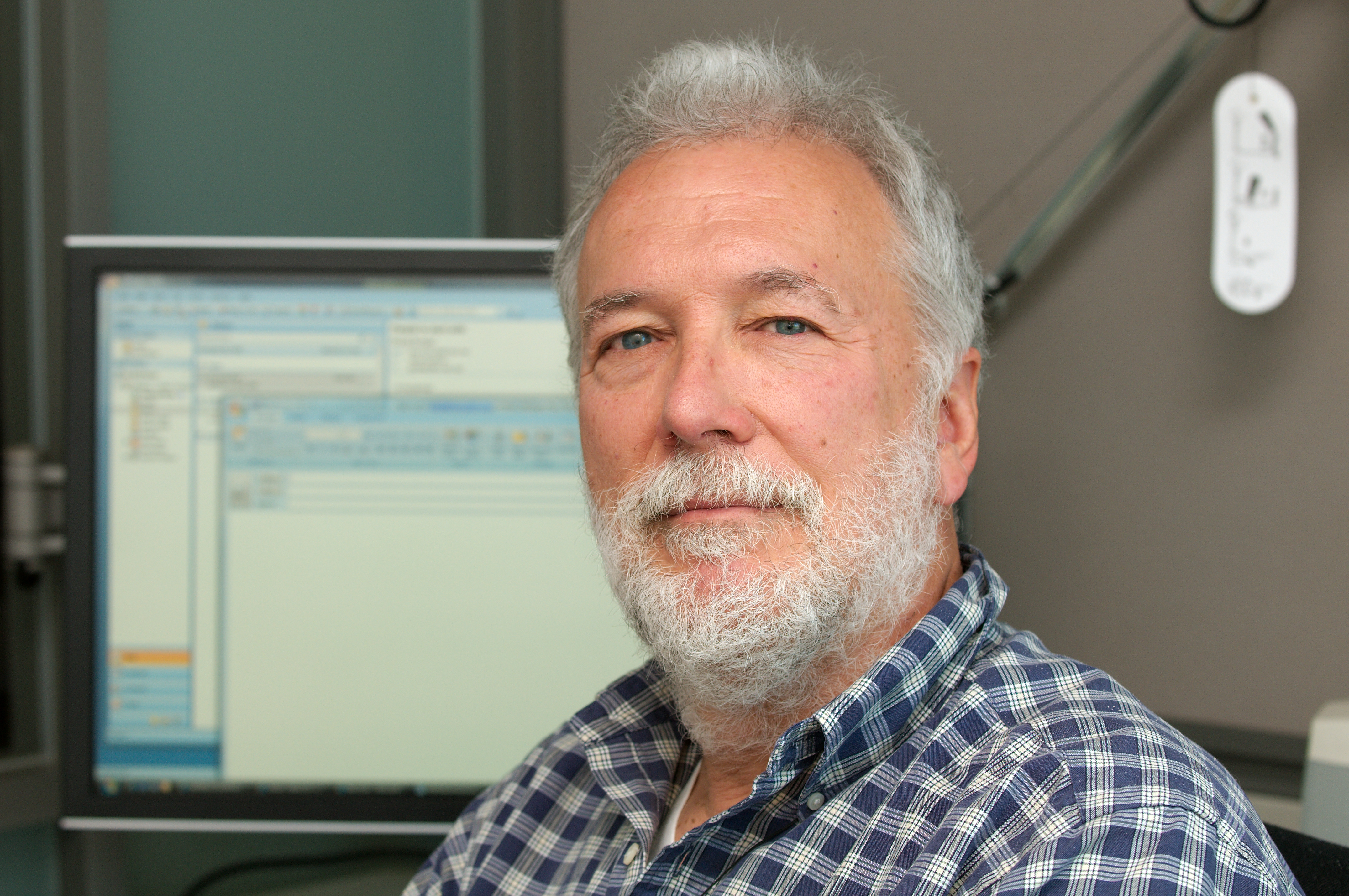
James R. Goodman

Goodman wurde 1980 an der University of California, Berkeley bei Alvin M. Despain promoviert (An Investigation of Multiprocessor Structures and Algorithms for Data Base). Im selben Jahr ging er an die University of Wisconsin–Madison als Assistant Professor und später Professor für Informatik. Dort ist er inzwischen emeritiert und Professor an der University of Auckland in Neuseeland.
Er befasst sich mit Aspekten der Hardware/Software Schnittstelle in der Computerarchitektur und speziell mit Speichersystemen (Cache u. a.) in Multiprozessorsystemen von Hochleistungsrechnern. 1983 beschrieb er Snoopingbasierte Cache-Kohärenz-Protokolle. In jüngster Zeit befasst er sich mit Transaktionalem Speicher.
Er ist der Autor von Lehrbüchern über Computerarchitektur, unter anderem der Neuauflage des Lehrbuchs von Andrew Tanenbaum.
2013 erhielt er den Eckert-Mauchly Award. 2007 wurde er Fellow der IEEE und 2010 der Association for Computing Machinery (ACM).
Zu seinen Doktoranden gehört Steven L. Scott.

## Schriften
- mit Karen Miller: A Programmer's View of Computer Architecture: With Assembly Language Examples from the MIPS RISC Architecture, Oxford University Press 1993
- mit Andrew Tanenbaum: Structured Computer Organization, 4. Auflage, Prentice-Hall 1998